# 李长杰
李长杰（1946年—），河南原阳人，汉族，中华人民共和国政治人物、第十二届全国人民代表大会河南地区代表。
毕业于中欧国际工商学院工商管理专业。加入中国共产党。担任金龙铜管集团兼金龙股份公司董事长。2008年起担任全国人大代表。2013年，担任全国人大代表。